# Жеф
Жеф (фр. Jœuf) — муніципалітет у Франції, у регіоні Гранд-Ест, департамент Мерт і Мозель. Населення — 6560 осіб (01.01.2021).
Муніципалітет розташований на відстані близько 270 км на схід від Парижа, 18 км на північний захід від Меца, 65 км на північ від Нансі.

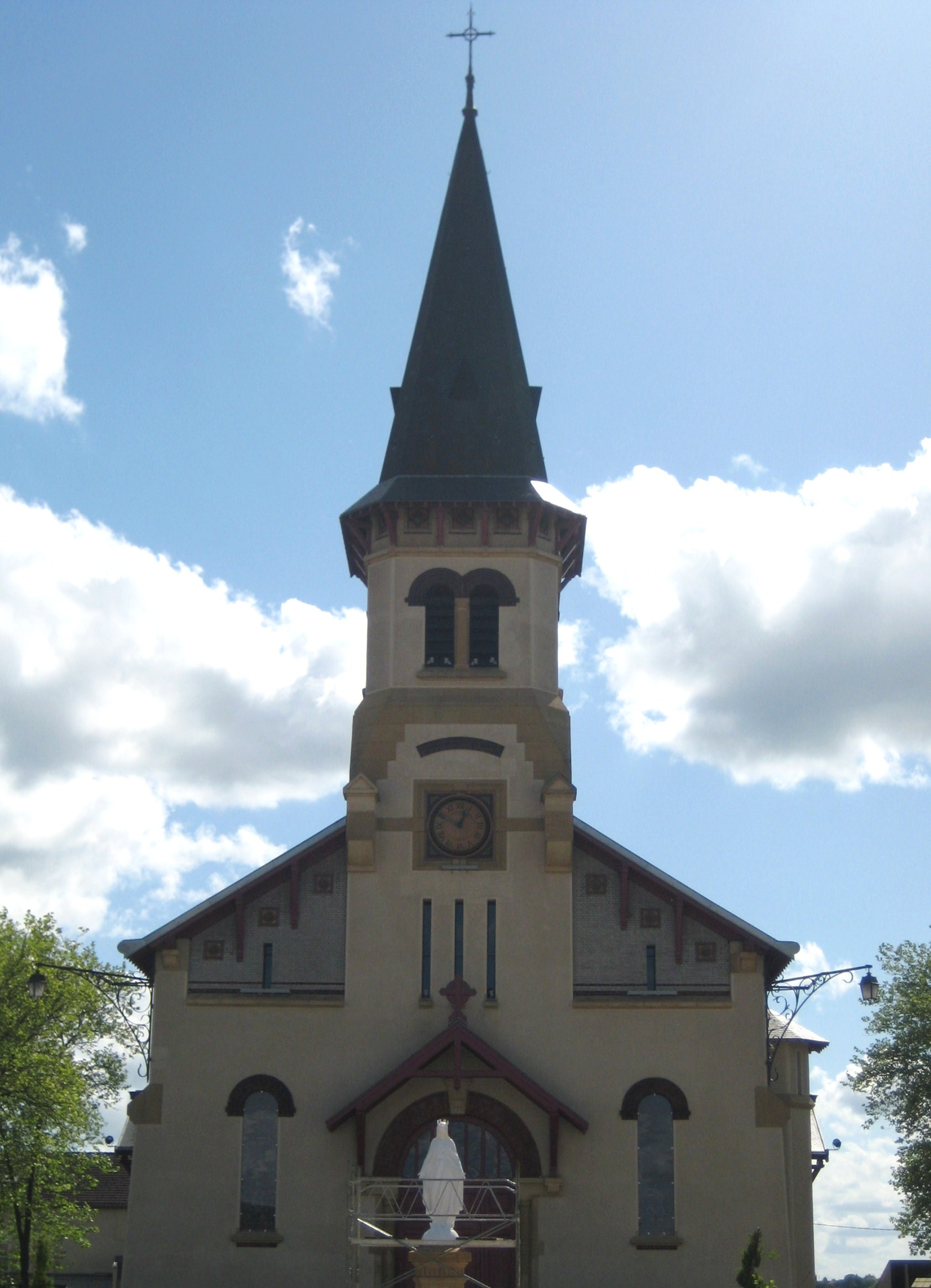

## Історія
До 2015 року муніципалітет перебував у складі регіону Лотарингія. Від 1 січня 2016 року належить до нового об'єднаного регіону Гранд-Ест.

## Демографія
Динаміка населення (Ehess і INSEE ):
Розподіл населення за віком та статтю (2006):
| Стать | Всього | До 15 років | 15-24 | 25-44 | 45-64 | 65-85 | Понад 85 |
| --- | ------ | ----------- | ----- | ----- | ----- | ----- | -------- |
| Чоловіки | 3205   | 534         | 348   | 878   | 712   | 663   | 70       |
| Жінки | 3815   | 488         | 401   | 884   | 873   | 1104  | 65       |
| \| Статево-вікова піраміда \| Статево-вікова піраміда \| Статево-вікова піраміда \| \| ----------------------- \| ----------------------- \| ----------------------- \| \| Чоловіки \| Вік \| Жінки \| \| 70 \| 85 + \| 65 \| \| 89 \| 80-84 \| 217 \| \| 192 \| 75-79 \| 336 \| \| 193 \| 70-74 \| 319 \| \| 189 \| 65-69 \| 232 \| \| 177 \| 60-64 \| 121 \| \| 148 \| 55-59 \| 253 \| \| 215 \| 50-54 \| 269 \| \| 172 \| 45-49 \| 230 \| \| 255 \| 40-44 \| 251 \| \| 235 \| 35-39 \| 246 \| \| 222 \| 30-34 \| 181 \| \| 166 \| 25-29 \| 206 \| \| 165 \| 20-24 \| 208 \| \| 183 \| 15-20 \| 193 \| \| 181 \| 10-14 \| 161 \| \| 176 \| 5-9 \| 158 \| \| 177 \| 0-4 \| 169 \| |        |             |       |       |       |       |          |
| Статево-вікова піраміда |        |             |       |       |       |       |          |
| Чоловіки | Вік    | Жінки       |       |       |       |       |          |
| 70 | 85 +   | 65          |       |       |       |       |          |
| 89 | 80-84  | 217         |       |       |       |       |          |
| 192 | 75-79  | 336         |       |       |       |       |          |
| 193 | 70-74  | 319         |       |       |       |       |          |
| 189 | 65-69  | 232         |       |       |       |       |          |
| 177 | 60-64  | 121         |       |       |       |       |          |
| 148 | 55-59  | 253         |       |       |       |       |          |
| 215 | 50-54  | 269         |       |       |       |       |          |
| 172 | 45-49  | 230         |       |       |       |       |          |
| 255 | 40-44  | 251         |       |       |       |       |          |
| 235 | 35-39  | 246         |       |       |       |       |          |
| 222 | 30-34  | 181         |       |       |       |       |          |
| 166 | 25-29  | 206         |       |       |       |       |          |
| 165 | 20-24  | 208         |       |       |       |       |          |
| 183 | 15-20  | 193         |       |       |       |       |          |
| 181 | 10-14  | 161         |       |       |       |       |          |
| 176 | 5-9    | 158         |       |       |       |       |          |
| 177 | 0-4    | 169         |       |       |       |       |          |

## Економіка
2010 року серед 4015 осіб працездатного віку (15—64 років) 2749 були активними, 1266 — неактивними (показник активності 68,5%, у 1999 році було 60,6%). З 2749 активних мешканців працювали 2233 особи (1211 чоловіків та 1022 жінки), безробітними було 516 (259 чоловіків та 257 жінок). Серед 1266 неактивних 353 особи були учнями чи студентами, 350 — пенсіонерами, 563 були неактивними з інших причин.

У 2010 році в муніципалітеті числилось 3150 оподаткованих домогосподарств, у яких проживали 6749,0 особи, медіана доходів виносила 14 441 євро на одного особоспоживача

## Галерея зображень

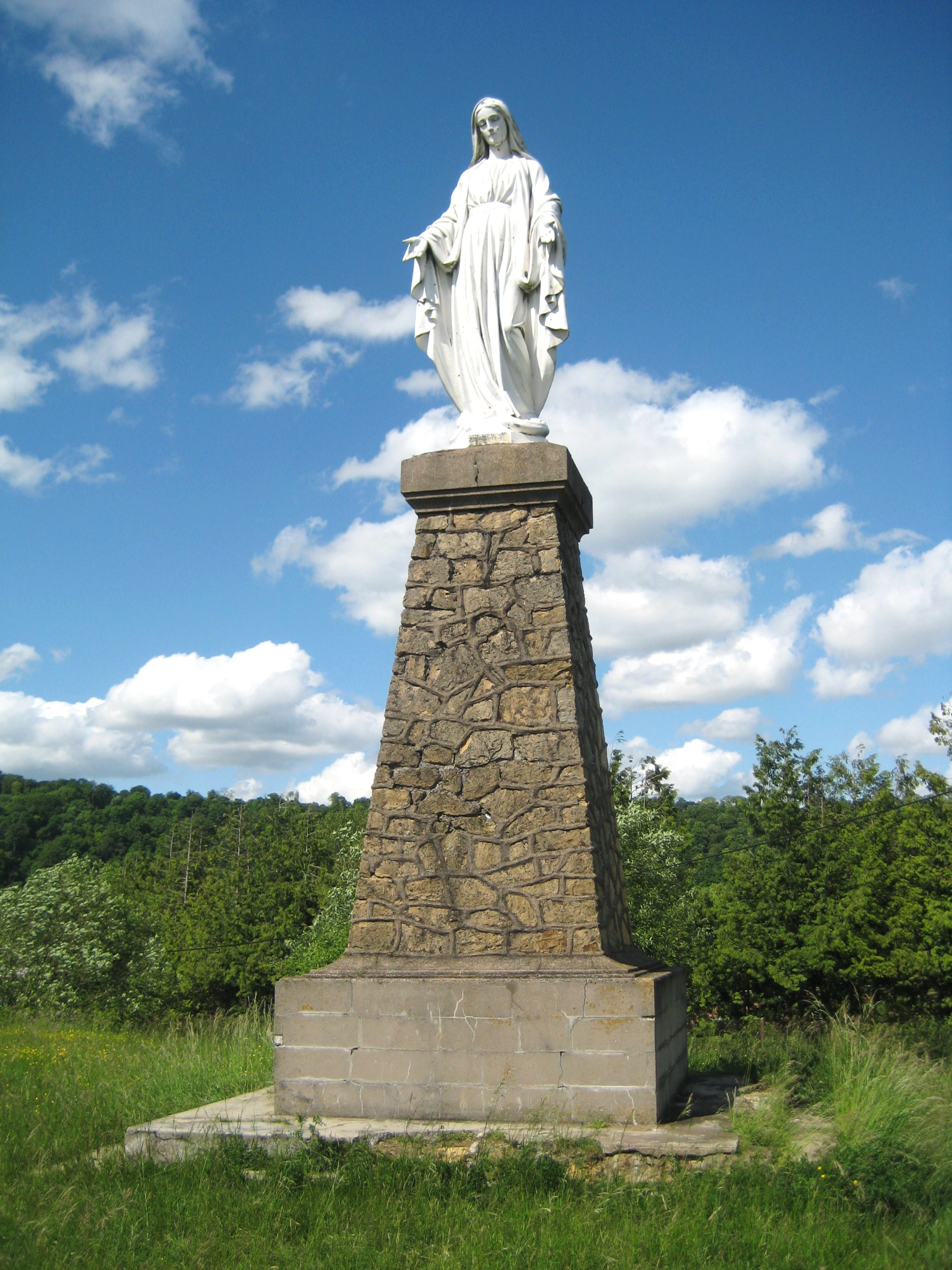
Статуя Богородиці Джоуфа.
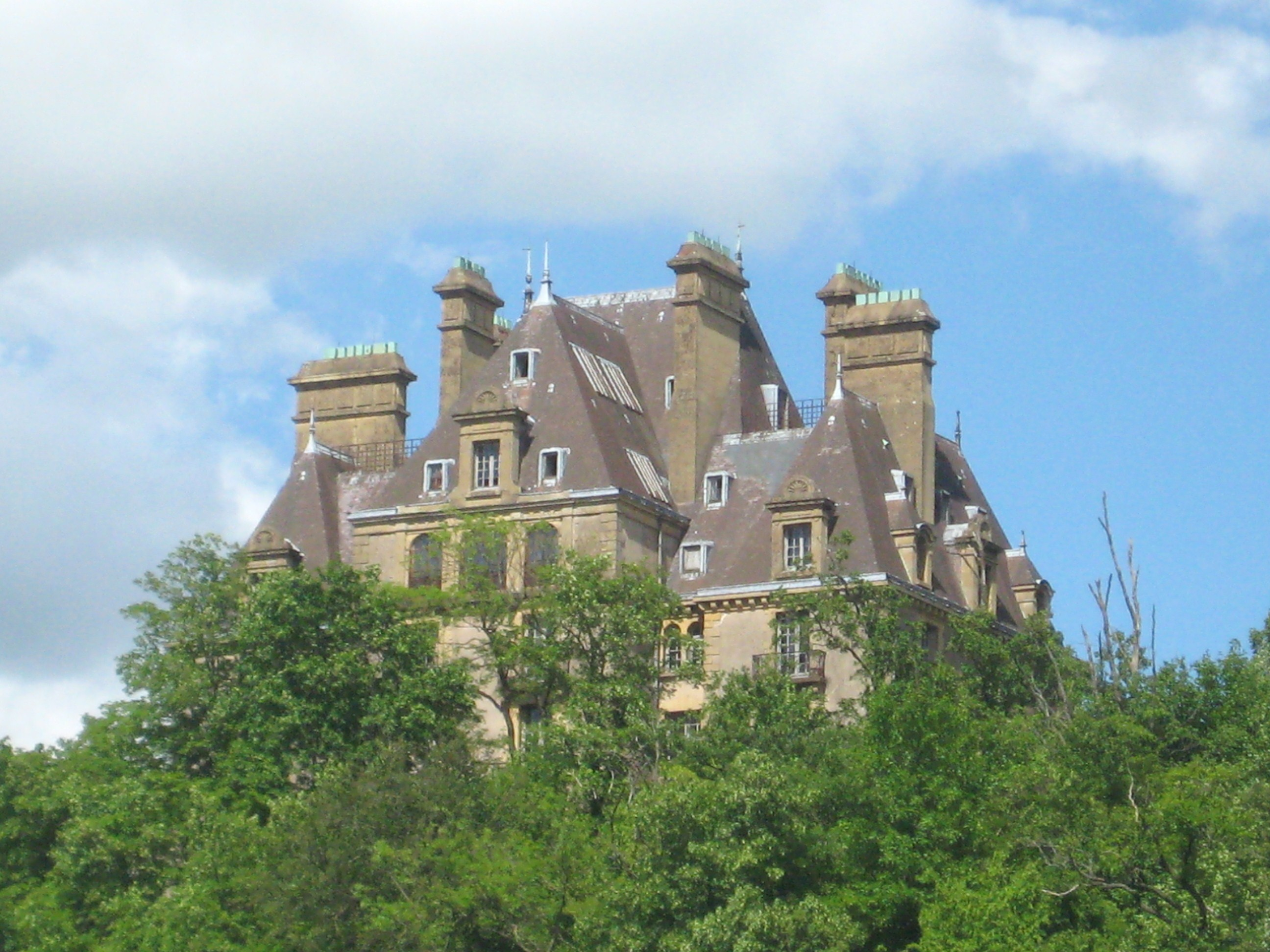
Замок Моріса Венделя.
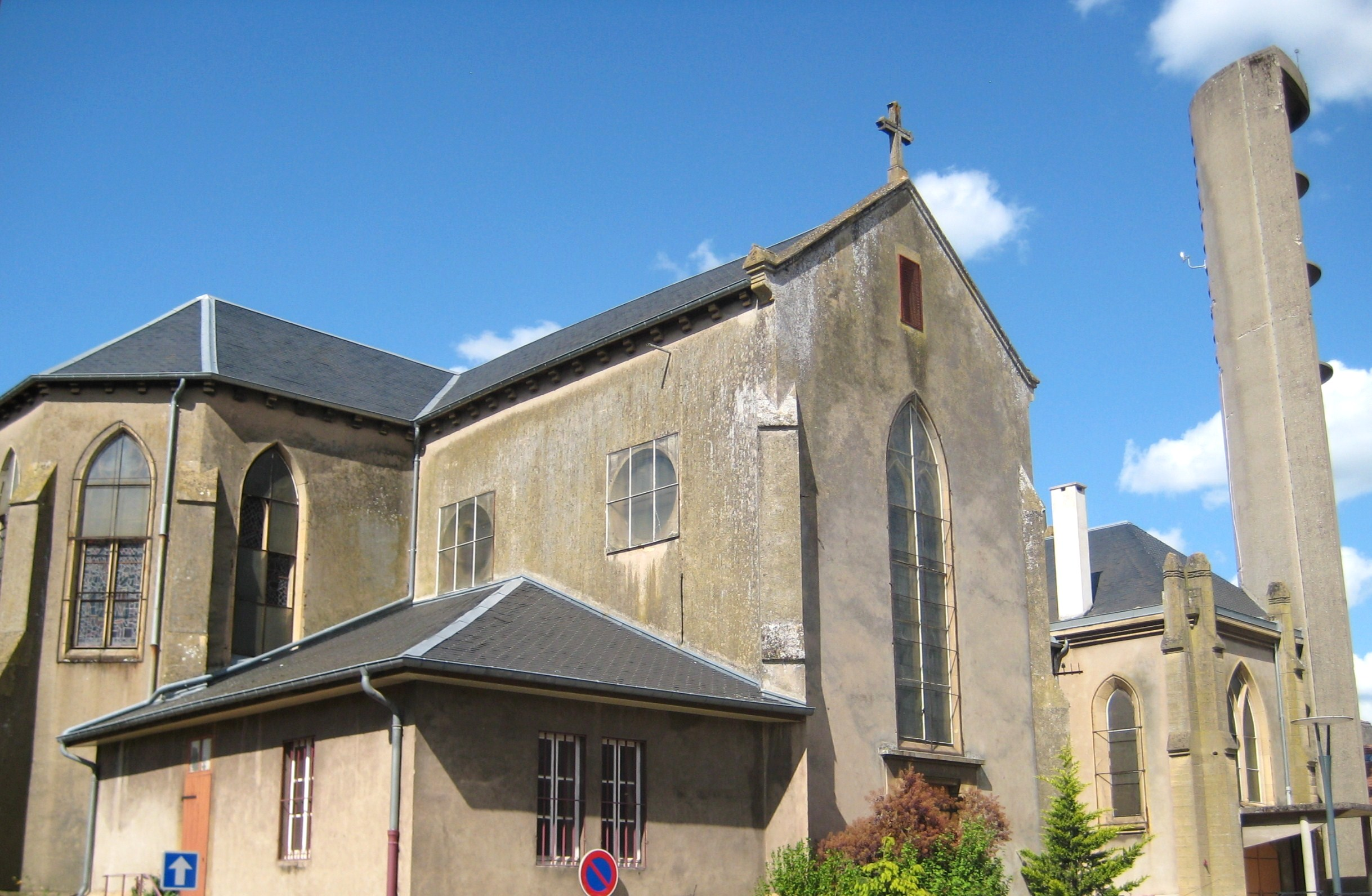
Церква Воздвиження Святого Хреста.

## Видатні особистості
Мішель Платіні — видатний французький футболіст, а згодом тренер та футбольний функціонер. На січень 2012 року очолює ФІФА.